# Ichneumon curticrus
Ichneumon curticrus là một loài tò vò trong họ Ichneumonidae.